# Ђиљио Кастело (Гросето)
Ђиљио Кастело (итал. Giglio Castello) је насеље у Италији у округу Гросето, региону Тоскана.
Према процени из 2011. у насељу је живело 557 становника. Насеље се налази на надморској висини од 375 м.